# フランクリン・アベニュー/ボタニック・ガーデン駅
フランクリン・アベニュー/ボタニック・ガーデン駅 (フランクリン・アベニュー/ボタニック・ガーデンえき、Franklin Avenue/Botanic Garden) はブルックリン区クラウン・ハイツにあるイースタン・パークウェイとフランクリン・アベニューの交差点に位置するニューヨーク市地下鉄IRTイースタン・パークウェイ線とBMTフランクリン・アベニュー線の乗換駅である。以下の系統が停車する。
- 2系統・4系統・フランクリン・アベニュー・シャトル：終日
- 3系統：深夜を除く終日
- 5系統：平日

1899年にBMTのボタニック・ガーデン駅が、1920年にIRTのフラッシング・アベニュー駅がそれぞれ開業し、1999年に両駅間の連絡通路が供用開始された。また、同年にミリー・バーンズにより製作されたアートワーク『IL7/Square』が設置されている。これは駅付近を囲む鉄のフェンスで構成されており、このフェンスは葉の形をしている。

## 駅構造
| G              | 地上階                                     | 出入口 |
| B1             | 改札階                                     | 改札口、駅員詰所、メトロカード自動券売機 |
| B2 BMTホーム階 | 相対式ホーム、右側のドアが開く             | 相対式ホーム、右側のドアが開く |
| B2 BMTホーム階 | 南行線                                     | ← プロスペクト・パーク駅行き（終点） |
| B2 BMTホーム階 | 北行線                                     | → フランクリン・アベニュー-フルトン・ストリート駅行き（パーク・プレイス駅）→ |
| B2 BMTホーム階 | 相対式ホーム、右側のドアが開く             | |
| B3 IRTホーム   | 北行緩行線                                 | ← ウェイクフィールド-241丁目駅行き（ブルックリン美術館駅） ← ハーレム-148丁目駅行き（ブルックリン美術館駅） ← 深夜帯：ウッドローン駅行き（ブルックリン美術館駅） |
| B3 IRTホーム   | 島式ホーム、到着番線に応じた側のドアが開く | |
| B3 IRTホーム   | 北行急行線                                 | ← 深夜帯以外：ウッドローン駅行き（アトランティック・アベニュー駅） ← 平日：イーストチェスター-ダイアー・アベニュー駅行き（アトランティック・アベニュー駅） ← ラッシュ時：ネレイド・アベニュー駅行き（アトランティック・アベニュー駅）                                                     |
| B3 IRTホーム   | 南行急行線                                 | → 深夜帯以外：クラウン・ハイツ-ユーティカ・アベニュー駅行き（終点）→ ラッシュ時一部列車：クラウン・ハイツ-ユーティカ・アベニュー駅行き（終点）→ 平日：フラットブッシュ・アベニュー駅行き（プレジデント・ストリート駅）→                                                                   |
| B3 IRTホーム   | 島式ホーム、到着番線に応じた側のドアが開く | |
| B3 IRTホーム   | 南行緩行線                                 | → フラットブッシュ・アベニュー駅行き（プレジデント・ストリート駅）→ ラッシュ時一部列車：ニューロッツ・アベニュー駅行き（ノストランド・アベニュー駅）→ ニューロッツ・アベニュー駅行き（ノストランド・アベニュー駅）→ 深夜帯：ニューロッツ・アベニュー駅行き（ノストランド・アベニュー駅）→ |

### 出入口
無料連絡通路があるため全ての出入口から全てのホームに接続することができる。
| 場所                                                                              | 種類 | 数  | 主として接続するホーム        |
| --------------------------------------------------------------------------------- | ---- | --- | ----------------------------- |
| イースタン・パークウェイ南側 フランクリン・アベニューとクラッソン・アベニューの間 | 階段 | 1つ | BMTフランクリン・アベニュー線 |
| イースタン・パークウェイとフランクリン・アベニューの交差点南東                    | 階段 | 1つ | IRTイースタン・パークウェイ線 |
| イースタン・パークウェイとフランクリン・アベニューの交差点中央南東                | 階段 | 1つ | IRTイースタン・パークウェイ線 |
| イースタン・パークウェイとフランクリン・アベニューの交差点中央北東                | 階段 | 1つ | IRTイースタン・パークウェイ線 |
| イースタン・パークウェイとフランクリン・アベニューの交差点北東                    | 階段 | 1つ | IRTイースタン・パークウェイ線 |

## BMTフランクリン・アベニュー線
BMTフランクリン・アベニュー線のボタニック・ガーデン駅 (Botanic Garden) は相対式ホーム2面と線路2線を有した2面2線の堀割駅である。ボタニック・ガーデンという駅名は駅から2ブロック離れた場所にあるブルックリン植物園（ボタニック・ガーデン）から来ている。
駅は当初別の位置にコンシューマーズ・パーク駅 (Consumers Park) として開業し、1924年にボタニック・ガーデン駅へと改称した。1928年9月30日に旧ボタニック・ガーデン駅を置き換える形で北にずれた場所に開業した。
ニューヨークシティ・トランジット・オーソリティは当駅を廃止するかそれとも改装を行うか悩んでいたため駅の状態はみるみるうちに劣化していった。クラウン・ハイツとベッドフォード＝スタイベサントの住民が1998年7月から1999年9月にかけて駅を改装して廃止をやめるよう市を説得した。1999年に北行ホームを経由することによりイースタン・パークウェイ線の駅へ乗り換えることができる無料連絡通路が建設された。また、改装に先立ちホーム有効長が延びたためホームの半分がトンネル内、半分が堀割内となった。
駅の改札口はホームの上にあり、南北ホームから階段が接続している。また、改札内で南北ホーム間を行き来することが可能で、南行列車からイースタン・パークウェイ線列車に乗り換える場合は南行ホームから北行ホームへ一度抜ける必要がある。改札口には回転式改札機ときっぷ売り場があり、地上への階段が1つある。

### 画像

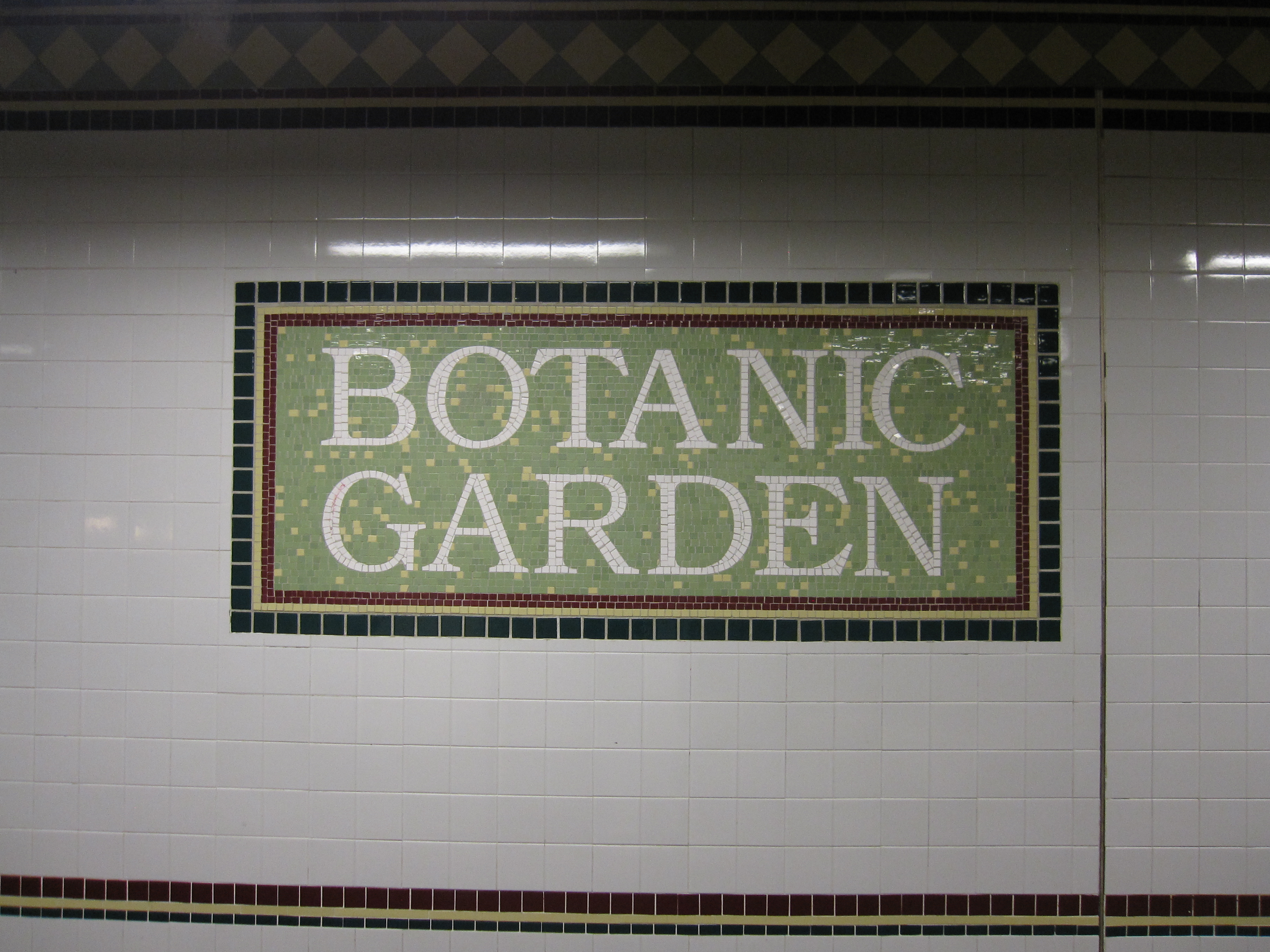
モザイクを用いた駅名標
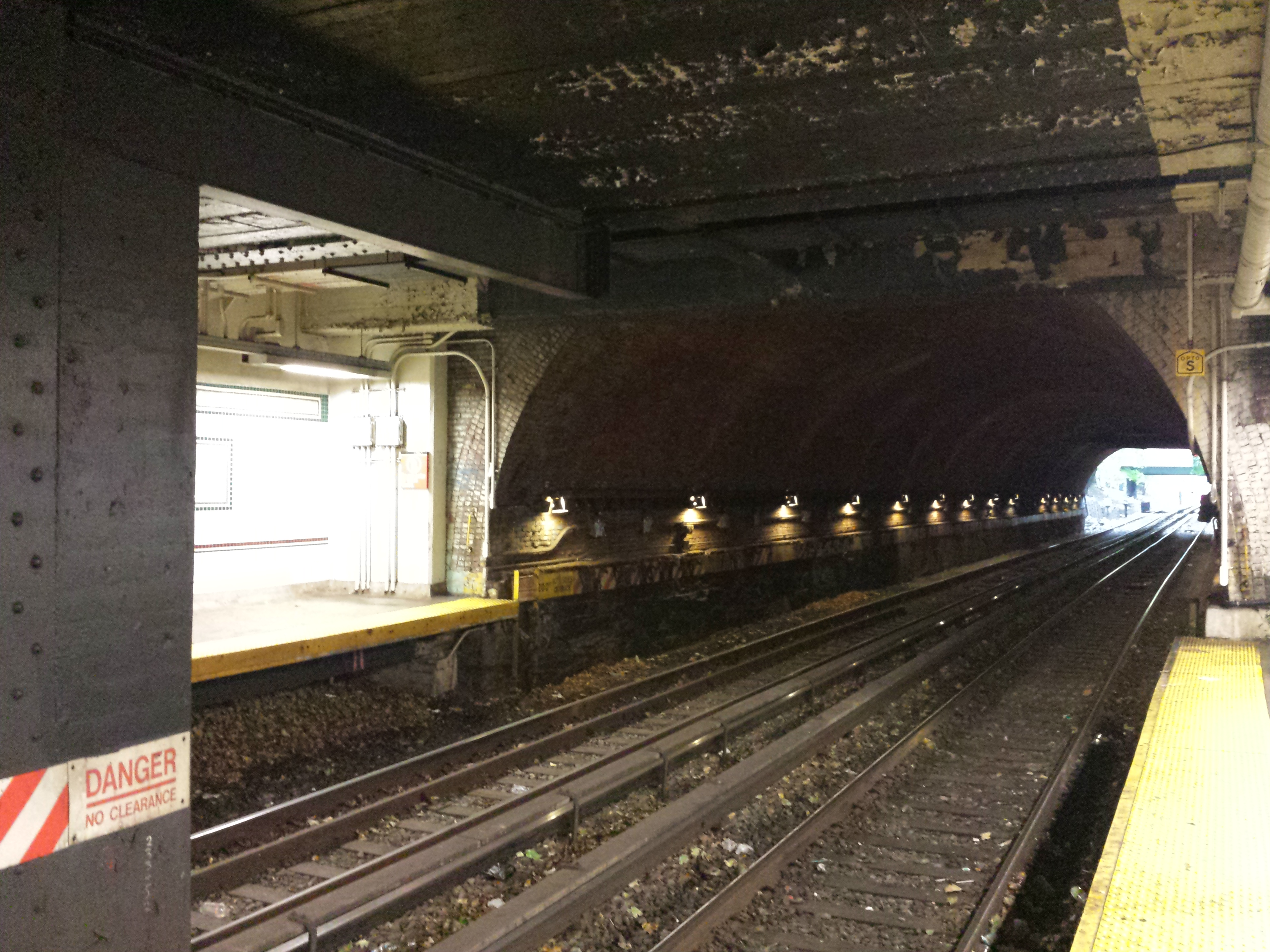
トンネルにかかるホーム北側
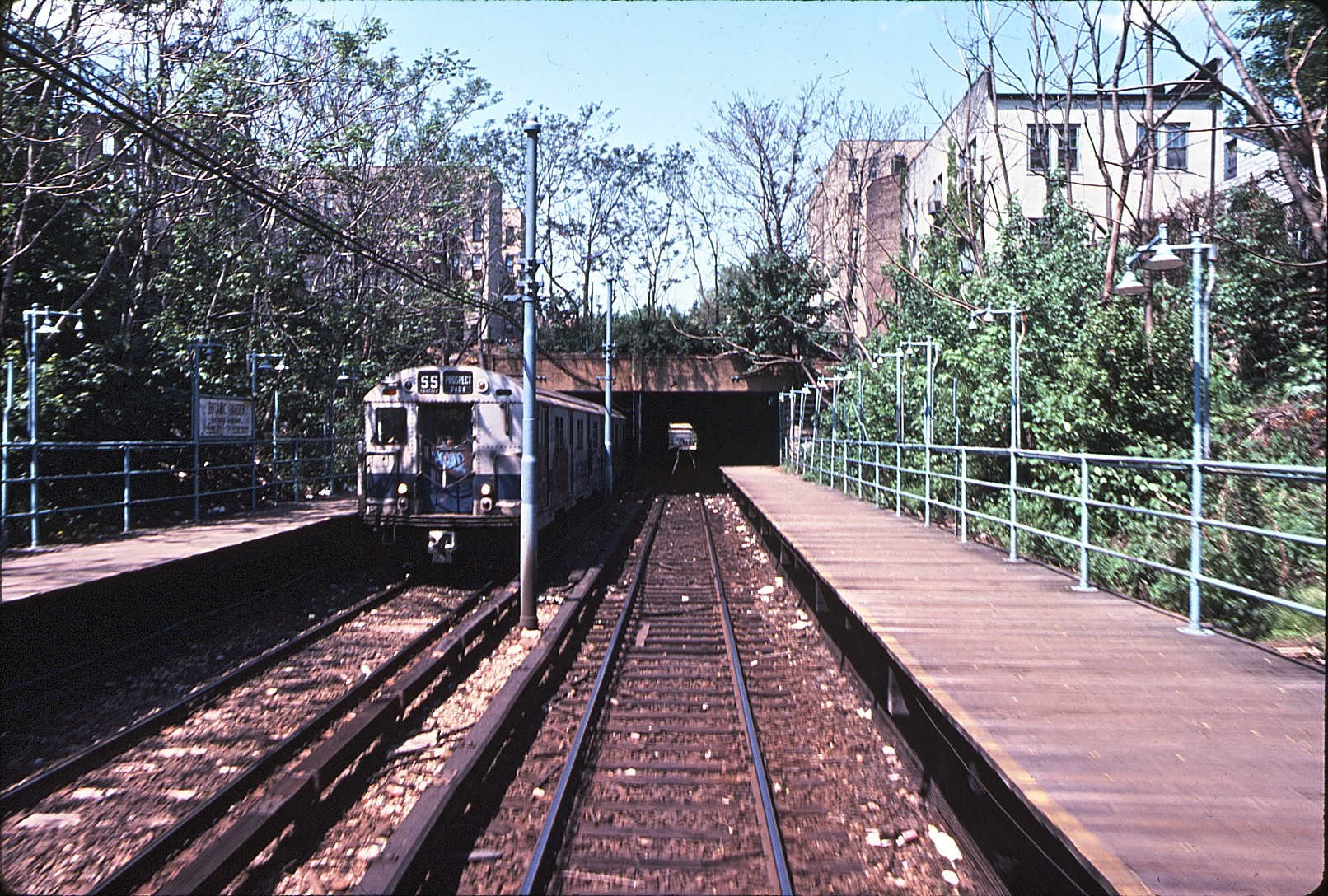
1970年代後半に再建された駅

## IRTイースタン・パークウェイ線
IRTイースタン・パークウェイ線のフランクリン・アベニュー駅 (Franklin Avenue) は1920年8月23日に開業した島式ホーム2面と緩行線2線・急行線2線を有した2面4線の地下駅である。
駅の改札口はホームの上にあり、南北ホームから階段が接続している。また、改札内で南北ホーム間を行き来することが可能である。改札口には回転式改札機ときっぷ売り場があり、地上への階段が4つある。
フランクリン・アベニュー線への連絡通路はホーム西端に接続しており、フランクリン・アベニュー線北行ホームに繋がっている。南行ホームへ向かう場合はボタニック・ガーデン駅側でホーム間連絡通路を通る必要がある。

### ロジャース・ジャンクション
駅の東側にはイースタン・パークウェイ線とノストランド・アベニュー線が分岐するロジャース・ジャンクションがある。南行は緩行線・急行線ともにノストランド・アベニュー線に乗り入れ可能で、北行は緩行線・急行線ともにノストランド・アベニュー線から乗り入れることができる。ただし、緩行線・急行線間の分岐は考慮されていないため南行緩行線から急行線へ、北行急行線から緩行線へ乗り入れることはできない。
このジャンクションはラッシュ時のダイヤの深刻なボトルネックになっており、再建するためにはイースタン・パークウェイ線の線路の配線変更などを含めた大規模な工事が必要となる。このジャンクションの再建は何度か提案されている。この計画は1967年の南東ブルックリン輸送調査で計画され、その後1968年に行動計画の一環として発表された。MTAのエンジニアリング部門計画部門は、1972年にこのプロジェクトを再検討した。1993年に、MTAは1992-1996 キャピタル・プログラムの一環として、ジャンクションを再建するための7つの代替案を検討した。同年にノストランド・アベニュー線の東側の各層に分岐器を追加する「Alternative 4」とジャンクション全体を再建する「Alternative 6」という2つの計画の詳細な調査が提案された。

### 画像

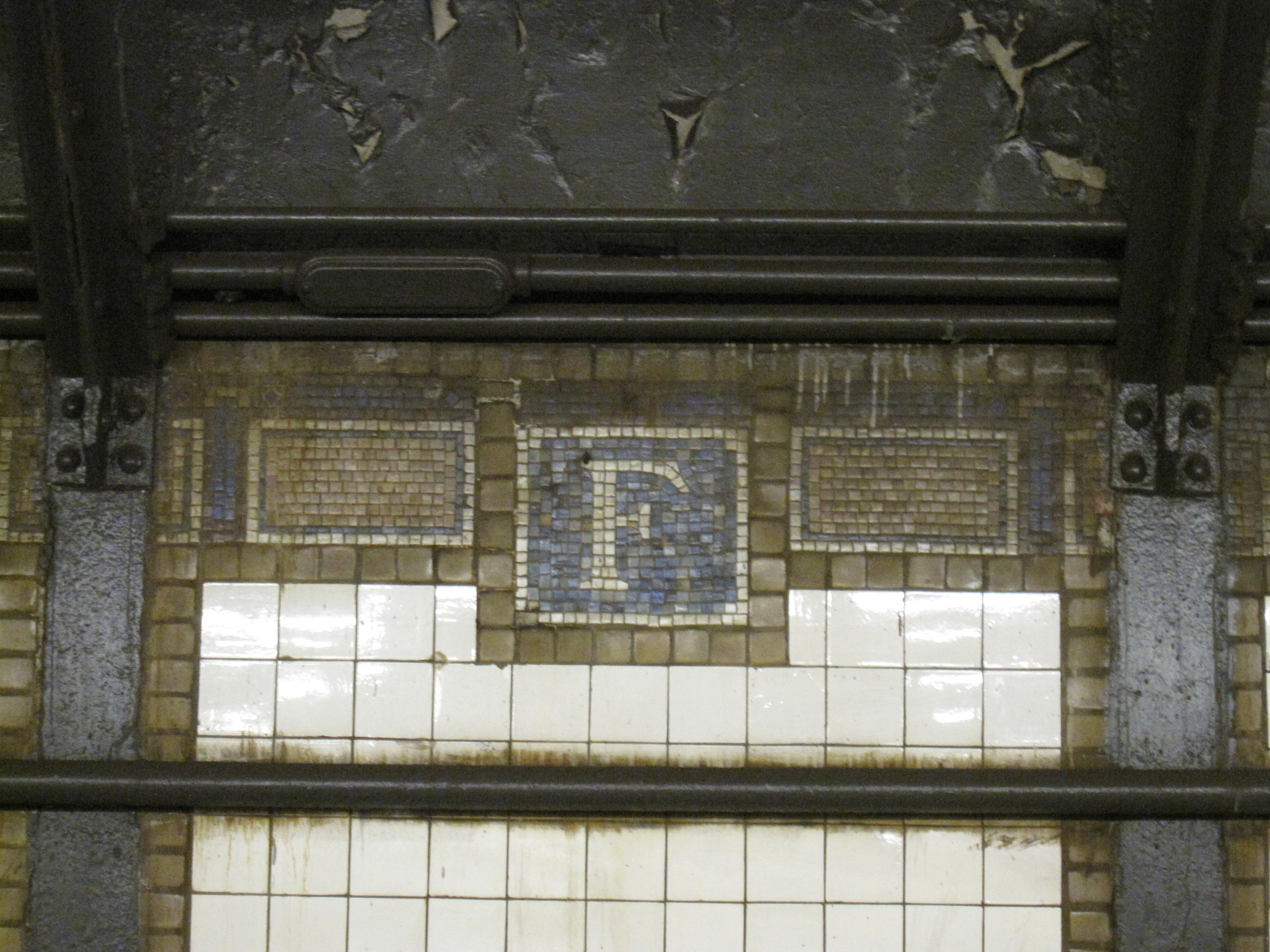
モザイクを用いたカルトゥーシュ
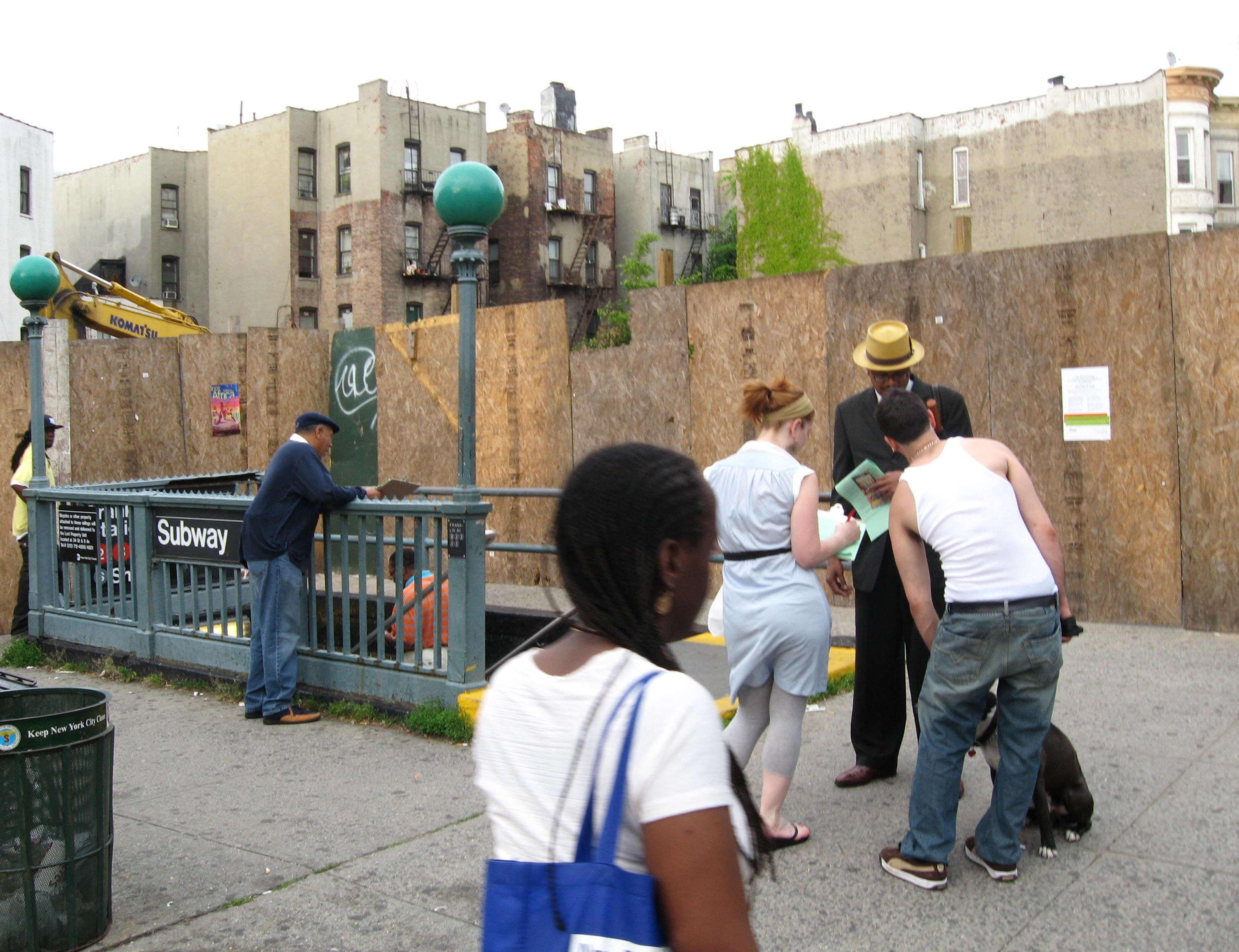
駅の入口階段